# Kypello Ellados 2001-2002
La Coppa di Grecia 2001-2002 è stata la 60ª edizione del torneo. La competizione è terminata il 27 aprile 2002. L'AEK Atene ha vinto il trofeo per la tredicesima volta, battendo in finale l'Olympiacos.

## Fase a gruppi

### Gruppo 1
| Squadra              | P.ti | G | V | N | P | GF | GS | DR  |
| -------------------- | ---- | - | - | - | - | -- | -- | --- |
| AEK Atene            | 16   | 6 | 5 | 1 | 0 | 25 | 7  | +18 |
| Egaleo               | 9    | 6 | 2 | 3 | 1 | 10 | 8  | +2  |
| Panserraïkos         | 8    | 6 | 2 | 2 | 2 | 7  | 12 | -5  |
| Nafpaktiakos Asteras | 0    | 6 | 0 | 0 | 6 | 6  | 21 | -15 |

|                      | AEK | EGA | NFP | PSR |
| -------------------- | --- | --- | --- | --- |
| AEK Atene            | –   | 2–0 | 4–0 | 5–0 |
| Egaleo               | 3–3 | –   | 3–1 | 0–0 |
| Nafpaktiakos Asteras | 3–6 | 1–3 | –   | 0–3 |
| Panserraikos         | 1–5 | 1–1 | 2–1 | –   |

### Gruppo 2
| Squadra          | P.ti | G | V | N | P | GF | GS | DR  |
| ---------------- | ---- | - | - | - | - | -- | -- | --- |
| Ethnikos Asteras | 16   | 6 | 5 | 1 | 0 | 13 | 3  | +10 |
| Kerkyra          | 10   | 6 | 3 | 1 | 2 | 6  | 7  | -1  |
| Apollōn Smyrnīs  | 6    | 6 | 1 | 3 | 2 | 4  | 4  | 0   |
| Kavala           | 1    | 6 | 0 | 1 | 5 | 2  | 11 | -9  |

|                  | APS | EAS | KAV | KER |
| ---------------- | --- | --- | --- | --- |
| Apollon Smyrnis  | –   | 0–0 | 2–0 | 0–0 |
| Ethnikos Asteras | 2–1 | –   | 1–0 | 3–1 |
| Kavala           | 1–1 | 0–4 | –   | 0–1 |
| Kerkyra          | 1–0 | 1–3 | 2–1 | –   |

### Gruppo 3
| Squadra     | P.ti | G | V | N | P | GF | GS2 | DR  |
| ----------- | ---- | - | - | - | - | -- | --- | --- |
| OFI Creta   | 16   | 6 | 5 | 1 | 0 | 18 | 6   | +12 |
| Ionikos     | 7    | 6 | 2 | 1 | 3 | 7  | 9   | -2  |
| Atromītos   | 6    | 6 | 2 | 0 | 4 | 8  | 14  | -6  |
| Panīleiakos | 5    | 6 | 1 | 2 | 3 | 7  | 11  | -4  |

|            | ATR | ION | OFI | PLK |
| ---------- | --- | --- | --- | --- |
| Atromitos  | –   | 0–2 | 2–3 | 2–0 |
| Ionikos    | 1–2 | –   | 0–1 | 4–2 |
| OFI        | 6–1 | 4–0 | –   | 1–1 |
| Paniliakos | 2–1 | 0–0 | 2–3 | –   |

### Gruppo 4
| Squadra       | P.ti | G | V | N | P | GF | GS | DR |
| ------------- | ---- | - | - | - | - | -- | -- | -- |
| Panachaïkī    | 12   | 6 | 4 | 0 | 2 | 11 | 5  | +6 |
| Panaigialeios | 11   | 6 | 3 | 2 | 1 | 7  | 6  | +1 |
| AO Chania     | 9    | 6 | 2 | 3 | 1 | 7  | 7  | 0  |
| Panaitōlikos  | 1    | 6 | 0 | 1 | 5 | 1  | 8  | -7 |

|             | CHN | PCH | PNG | PTL |
| ----------- | --- | --- | --- | --- |
| Chania      | –   | 1–0 | 0–0 | 0–0 |
| Panachaiki  | 4–2 | –   | 1–2 | 1–0 |
| Panegialios | 2–2 | 0–3 | –   | 1–0 |
| Panetolikos | 1–2 | 0–2 | 0–2 | –   |

### Gruppo 5
| Squadra   | P.ti | G | V | N | P | GF | GS | DR |
| --------- | ---- | - | - | - | - | -- | -- | -- |
| Kallithea | 13   | 6 | 4 | 1 | 1 | 14 | 6  | +8 |
| Paniōnios | 9    | 6 | 2 | 3 | 1 | 8  | 5  | +3 |
| Leonidio  | 6    | 6 | 1 | 3 | 2 | 6  | 11 | -5 |
| Kassandra | 4    | 6 | 1 | 1 | 4 | 8  | 14 | -6 |

|           | KLT | KAS | LEO | PIO |
| --------- | --- | --- | --- | --- |
| Kallithea | –   | 3–1 | 3–0 | 2–0 |
| Kassandra | 1–3 | –   | 4–1 | 1–1 |
| Leonidio  | 2–2 | 2–1 | –   | 0–0 |
| Panionios | 2–1 | 4–0 | 1–1 | –   |

### Gruppo 6
| Squadra        | P.ti | G | V | N | P | GF | GS | DR  |
| -------------- | ---- | - | - | - | - | -- | -- | --- |
| Olympiacos     | 18   | 6 | 6 | 0 | 0 | 26 | 5  | +21 |
| Agios Nikolaos | 9    | 6 | 3 | 0 | 3 | 9  | 11 | -2  |
| Larissa        | 6    | 6 | 2 | 0 | 4 | 10 | 14 | -4  |
| Kalamata       | 3    | 6 | 1 | 0 | 6 | 6  | 21 | -15 |

|                | AGN | KLM  | LAR | OLY |
| -------------- | --- | ---- | --- | --- |
| Agios Nikolaos | –   | 2–0  | 3–1 | 1–6 |
| Kalamata       | 1–2 | –    | 1–2 | 1–3 |
| Larissa        | 2–1 | 2–3  | –   | 0–1 |
| Olympiakos     | 1–0 | 10–0 | 5–3 | –   |

### Gruppo 7
| Squadra        | P.ti | G | V | N | P | GF | GS | DR  |
| -------------- | ---- | - | - | - | - | -- | -- | --- |
| Arīs Salonicco | 15   | 6 | 5 | 0 | 1 | 13 | 2  | +11 |
| Proodeftikī    | 15   | 6 | 5 | 0 | 1 | 8  | 2  | +6  |
| Akratītos      | 4    | 6 | 1 | 1 | 4 | 2  | 7  | -5  |
| Trikala        | 1    | 6 | 0 | 1 | 5 | 2  | 14 | -12 |

|                | AKR | ARI | PRO | TRI |
| -------------- | --- | --- | --- | --- |
| Akratitos      | –   | 0–2 | 0–1 | 1–0 |
| Aris Salonicco | 2–0 | –   | 2–0 | 3–0 |
| Proodeftiki    | 1–0 | 1–0 | –   | 4–0 |
| Trikala        | 1–1 | 1–4 | 0–1 | –   |

### Gruppo 8
| Squadra          | P.ti | G | V | N | P | GF | GS | DR  |
| ---------------- | ---- | - | - | - | - | -- | -- | --- |
| PAOK             | 16   | 6 | 5 | 1 | 0 | 16 | 6  | +10 |
| Chalkidona       | 10   | 6 | 3 | 1 | 2 | 9  | 7  | +2  |
| Panelefsiniakos  | 6    | 6 | 1 | 3 | 2 | 5  | 9  | -4  |
| Olympiakos Volos | 1    | 6 | 0 | 1 | 5 | 5  | 13 | -8  |

|                 | CHA | OLV | PNF | PAO |
| --------------- | --- | --- | --- | --- |
| Chalkidona      | –   | 3–1 | 3–0 | 0–1 |
| Olympiakos      | 0–1 | –   | 1–1 | 1–2 |
| Panelefsiniakos | 1–1 | 1–0 | –   | 0–2 |
| PAOK Salonicco  | 4–1 | 5–2 | 2–2 | –   |

### Gruppo 9
| Squadra        | P.ti | G | V | N | P | GF | GS | DR |
| -------------- | ---- | - | - | - | - | -- | -- | -- |
| Īraklīs        | 15   | 6 | 5 | 0 | 1 | 16 | 7  | +9 |
| Fostiras       | 10   | 6 | 3 | 1 | 2 | 8  | 8  | 0  |
| PAS Giannina   | 6    | 6 | 1 | 3 | 2 | 6  | 7  | -1 |
| Ethnikos Pireo | 2    | 6 | 0 | 2 | 4 | 6  | 14 | -8 |

|              | ETH | FOS | IRA | PAS |
| ------------ | --- | --- | --- | --- |
| Ethnikos     | –   | 1–2 | 1–5 | 1–1 |
| Fostiras     | 2–1 | –   | 2–0 | 0–0 |
| Iraklis      | 3–1 | 3–2 | –   | 3–1 |
| PAS Giannina | 1–1 | 3–0 | 0–2 | –   |

### Gruppo 10
| Squadra            | P.ti | G | V | N | P | GF | GS | DR  |
| ------------------ | ---- | - | - | - | - | -- | -- | --- |
| Panathīnaïkos      | 12   | 6 | 3 | 3 | 0 | 11 | 4  | +7  |
| Apollōn Kalamarias | 11   | 6 | 3 | 2 | 1 | 13 | 6  | +7  |
| Patraïkos          | 7    | 6 | 1 | 4 | 1 | 7  | 9  | -2  |
| Marko              | 1    | 6 | 0 | 1 | 5 | 5  | 17 | -12 |

|                   | APK | MRK | PTH | PTR |
| ----------------- | --- | --- | --- | --- |
| Apollon Kalamaria | –   | 3–0 | 1–1 | 4–1 |
| Marko             | 0–2 | –   | 1–3 | 1–2 |
| Panathinaikos     | 1–0 | 6–2 | –   | 0–0 |
| Patraïkos         | 3–3 | 1–1 | 0–0 | –   |

### Gruppo 11
| Squadra              | P.ti | G | V | N | P | GF | GS | DR  |
| -------------------- | ---- | - | - | - | - | -- | -- | --- |
| Skoda Xanthi         | 16   | 6 | 5 | 1 | 0 | 15 | 2  | +13 |
| Kilkisiakos          | 10   | 6 | 3 | 1 | 2 | 7  | 5  | +2  |
| Athīnaïkos           | 9    | 6 | 3 | 0 | 3 | 6  | 8  | -2  |
| Apollon Kryas Vrysis | 0    | 6 | 0 | 0 | 6 | 2  | 15 | -13 |

|                      | AKV | ATH | KIL | SKX |
| -------------------- | --- | --- | --- | --- |
| Apollon Kryas Vrysis | –   | 0–1 | 0–3 | 0–1 |
| Athinaikos           | 3–1 | –   | 0–1 | 0–4 |
| Kilkisiakos          | 1–0 | 1–2 | –   | 0–0 |
| Skoda Xanthi         | 6–1 | 1–0 | 3–1 | –   |

## Secondo turno
| Squadra 1          | Totale | Squadra 2      | Andata | Ritorno |
| ------------------ | ------ | -------------- | ------ | ------- |
| AEK Atene          | 4 - 0  | Agios Nikolaos | 3 – 0  | 1 - 0   |
| Egaleo             | 3 - 2  | Paniōnios      | 0 – 1  | 3 - 1   |
| Apollōn Kalamarias | 1 - 3  | Chalkidona     | 1 – 1  | 0 - 2   |
| Proodeftikī        | 2 - 1  | Kerkyra        | 1 – 0  | 1 - 1   |
| Ionikos            | 4 - 2  | Fostiras       | 3 – 1  | 1 - 1   |
| Panaigialeios      | 1 - 2  | Kilkisiakos    | 1 – 1  | 0 - 1   |

Passano automaticamente il turno:
| Squadre          |
| ---------------- |
| Īraklīs          |
| Panathīnaïkos    |
| Arīs Salonicco   |
| Panachaïkī       |
| Kallithea        |
| OFI Creta        |
| Olympiacos       |
| PAOK             |
| Skoda Xanthi     |
| Ethnikos Asteras |

## Ottavi di finale
| Squadra 1        | Totale      | Squadra 2     | Andata | Ritorno     |
| ---------------- | ----------- | ------------- | ------ | ----------- |
| Īraklīs          | 2 - 2 (gfc) | Panathīnaïkos | 1 – 0  | 1 - 2       |
| Arīs Salonicco   | 2 - 1       | Panachaïkī    | 0 – 0  | 2 - 1 (dts) |
| Kallithea        | 3 - 1       | OFI Creta     | 2 – 1  | 1 - 0       |
| Olympiacos       | 8 - 1       | Egaleo        | 5 – 1  | 3 - 0       |
| Chalkidona       | 0 - 4       | PAOK          | 0 – 3  | 0 - 1       |
| Ionikos          | 0 - 1       | Skoda Xanthi  | 0 – 0  | 0 - 1       |
| Ethnikos Asteras | 4 - 2       | Proodeftikī   | 4 – 0  | 0 - 2       |
| Kilkisiakos      | 0 - 7       | AEK Atene     | 0 – 1  | 0 - 6       |

## Quarti di finale
| Squadra 1        | Totale      | Squadra 2      | Andata | Ritorno |
| ---------------- | ----------- | -------------- | ------ | ------- |
| Skoda Xanthi     | 2 - 2 (gfc) | Arīs Salonicco | 0 – 1  | 2 - 1   |
| AEK Atene        | 6 - 1       | PAOK           | 2 – 1  | 4 - 0   |
| Olympiacos       | 7 - 0       | Kallithea      | 3 – 0  | 4 - 0   |
| Ethnikos Asteras | 1 - 4       | Īraklīs        | 1 – 1  | 0 - 3   |

## Semifinali
| Squadra 1    | Totale | Squadra 2 | Andata | Ritorno     |
| ------------ | ------ | --------- | ------ | ----------- |
| Skoda Xanthi | 0 - 1  | AEK Atene | 0 – 0  | 0 - 1 (dts) |
| Olympiacos   | 6 - 2  | Īraklīs   | 3 – 2  | 3 - 0       |

## Finale
| Arbitro: | Thanasis Briakos (Epiro) |

|                             |           |              |
| Konstantinidis 52’ Ivić 82’ | Marcatori | 70’ Giovanni |